# Valdoie
Valdoie település Franciaországban, Territoire de Belfort megyében. Lakosainak száma 5193 fő (2022. január 1.). Valdoie Éloie, Belfort, Évette-Salbert, Offemont és Sermamagny községekkel határos.

## Népesség
A település népessége az elmúlt években az alábbi módon változott:
| Lakosok száma | 5394 | 5382 | 5570 | 5300 | 5260 | 5269 | 5251 | 5236 | 5193 |
|               | 2013 | 2015 | 2016 | 2017 | 2018 | 2019 | 2020 | 2021 | 2022 |